# Wereldkampioenschap superbike van Misano 2003
Het wereldkampioenschap superbike van Misano 2003 was de zevende ronde van het wereldkampioenschap superbike en het wereldkampioenschap Supersport 2003. De races werden verreden op 22 juni 2003 op het Circuito Internazionale Santa Monica nabij Misano Adriatico, Italië.

## Superbike

### Race 1
| Pos | Nr  | Rijder              | Constructeur | Rondes | Tijd         | Grid | Punten |
| --- | --- | ------------------- | ------------ | ------ | ------------ | ---- | ------ |
| 1   | 11  | Rubén Xaus          | Ducati       | 25     | 40:22.423    | 12   | 25     |
| 2   | 52  | James Toseland      | Ducati       | 25     | +0.760       | 3    | 20     |
| 3   | 55  | Régis Laconi        | Ducati       | 25     | +1.711       | 6    | 16     |
| 4   | 10  | Gregorio Lavilla    | Suzuki       | 25     | +10.933      | 9    | 13     |
| 5   | 9   | Chris Walker        | Ducati       | 25     | +20.487      | 13   | 11     |
| 6   | 99  | Steve Martin        | Ducati       | 25     | +23.234      | 5    | 10     |
| 7   | 4   | Troy Corser         | Petronas     | 25     | +27.083      | 8    | 9      |
| 8   | 19  | Lucio Pedercini     | Ducati       | 25     | +32.026      | 11   | 8      |
| 9   | 6   | Mauro Sanchini      | Kawasaki     | 25     | +36.701      | 16   | 7      |
| 10  | 5   | Ivan Clementi       | Kawasaki     | 25     | +48.537      | 15   | 6      |
| 11  | 20  | Marco Borciani      | Ducati       | 25     | +54.636      | 10   | 5      |
| 12  | 39  | Alessandro Gramigni | Yamaha       | 25     | +57.320      | 20   | 4      |
| 13  | 113 | Paolo Blora         | Ducati       | 25     | +1:01.084    | 17   | 3      |
| 14  | 28  | Serafino Foti       | Ducati       | 25     | +1:10.003    | 22   | 2      |
| 15  | 16  | Sergio Fuertes      | Suzuki       | 25     | +1:24.423    | 21   | 1      |
| 16  | 29  | Giuseppe Zannini    | Ducati       | 25     | +1:26.461    | 26   |        |
| 17  | 96  | Luca Pini           | Suzuki       | 25     | +1:33.879    | 23   |        |
| DNF | 7   | Pierfrancesco Chili | Ducati       | 24     | Ongeluk      | 2    |        |
| DNF | 31  | Vittorio Iannuzzo   | Suzuki       | 15     | Ongeluk      | 4    |        |
| DNF | 15  | Giovanni Bussei     | Yamaha       | 10     | Uitgevallen  | 14   |        |
| DNF | 91  | Walter Tortoroglio  | Honda        | 9      | Uitgevallen  | 24   |        |
| DNF | 23  | Jiří Mrkývka        | Ducati       | 6      | Uitgevallen  | 27   |        |
| DNF | 33  | Juan Borja          | Ducati       | 3      | Ongeluk      | 7    |        |
| DNF | 100 | Neil Hodgson        | Ducati       | 1      | Ongeluk      | 1    |        |
| DNF | 35  | Nello Russo         | Ducati       | 1      | Ongeluk      | 19   |        |
| DNF | 70  | Christian Zaiser    | Aprilia      | 0      | Uitgevallen  | 25   |        |
| DNS | 48  | David García        | Ducati       | 0      | Niet gestart |      |        |
| DNS | 82  | Lorenzo Mauri       | Petronas     | 0      | Niet gestart |      |        |
| DNS | 95  | Redamo Assirelli    | Yamaha       | 0      | Niet gestart |      |        |

### Race 2
| Pos | Nr  | Rijder              | Constructeur | Rondes | Tijd         | Grid | Punten |
| --- | --- | ------------------- | ------------ | ------ | ------------ | ---- | ------ |
| 1   | 11  | Rubén Xaus          | Ducati       | 25     | 40:17.321    | 12   | 25     |
| 2   | 100 | Neil Hodgson        | Ducati       | 25     | +0.244       | 1    | 20     |
| 3   | 7   | Pierfrancesco Chili | Ducati       | 25     | +6.896       | 2    | 16     |
| 4   | 55  | Régis Laconi        | Ducati       | 25     | +13.814      | 6    | 13     |
| 5   | 10  | Gregorio Lavilla    | Suzuki       | 25     | +17.399      | 9    | 11     |
| 6   | 19  | Lucio Pedercini     | Ducati       | 25     | +19.345      | 11   | 10     |
| 7   | 31  | Vittorio Iannuzzo   | Suzuki       | 25     | +24.651      | 4    | 9      |
| 8   | 9   | Chris Walker        | Ducati       | 25     | +29.164      | 13   | 8      |
| 9   | 99  | Steve Martin        | Ducati       | 25     | +32.310      | 5    | 7      |
| 10  | 4   | Troy Corser         | Petronas     | 25     | +33.516      | 8    | 6      |
| 11  | 6   | Mauro Sanchini      | Kawasaki     | 25     | +44.197      | 16   | 5      |
| 12  | 33  | Juan Borja          | Ducati       | 25     | +52.247      | 7    | 4      |
| 13  | 5   | Ivan Clementi       | Kawasaki     | 25     | +52.628      | 15   | 3      |
| 14  | 20  | Marco Borciani      | Ducati       | 25     | +1:01.445    | 10   | 2      |
| 15  | 39  | Alessandro Gramigni | Yamaha       | 25     | +1:02.445    | 20   | 1      |
| 16  | 16  | Sergio Fuertes      | Suzuki       | 25     | +1:11.728    | 21   |        |
| 17  | 113 | Paolo Blora         | Ducati       | 25     | +1:17.352    | 17   |        |
| 18  | 29  | Giuseppe Zannini    | Ducati       | 25     | +1:29.848    | 26   |        |
| 19  | 96  | Luca Pini           | Suzuki       | 25     | +1:36.711    | 23   |        |
| DNF | 52  | James Toseland      | Ducati       | 14     | Uitgevallen  | 3    |        |
| DNF | 23  | Jiří Mrkývka        | Ducati       | 11     | Uitgevallen  | 27   |        |
| DNF | 35  | Nello Russo         | Ducati       | 10     | Ongeluk      | 19   |        |
| DNF | 15  | Giovanni Bussei     | Yamaha       | 2      | Ongeluk      | 14   |        |
| DNF | 28  | Serafino Foti       | Ducati       | 2      | Uitgevallen  | 22   |        |
| DNF | 91  | Walter Tortoroglio  | Honda        | 1      | Uitgevallen  | 24   |        |
| DNS | 70  | Christian Zaiser    | Aprilia      | 0      | Niet gestart | 25   |        |
| DNS | 48  | David García        | Ducati       | 0      | Niet gestart |      |        |
| DNS | 82  | Lorenzo Mauri       | Petronas     | 0      | Niet gestart |      |        |
| DNS | 95  | Redamo Assirelli    | Yamaha       | 0      | Niet gestart |      |        |

## Supersport
| Pos | Nr  | Rijder                   | Constructeur | Rondes | Tijd        | Grid | Punten |
| --- | --- | ------------------------ | ------------ | ------ | ----------- | ---- | ------ |
| 1   | 1   | Fabien Foret             | Kawasaki     | 23     | 37:55.497   | 4    | 25     |
| 2   | 2   | Katsuaki Fujiwara        | Suzuki       | 23     | +1.661      | 5    | 20     |
| 3   | 23  | Broc Parkes              | Honda        | 23     | +3.953      | 7    | 16     |
| 4   | 3   | Stéphane Chambon         | Suzuki       | 23     | +8.067      | 8    | 13     |
| 5   | 8   | Jörg Teuchert            | Yamaha       | 23     | +10.940     | 21   | 11     |
| 6   | 93  | Christian Kellner        | Yamaha       | 23     | +11.271     | 9    | 10     |
| 7   | 15  | Alessio Corradi          | Yamaha       | 23     | +12.391     | 6    | 9      |
| 8   | 16  | Simone Sanna             | Yamaha       | 23     | +17.319     | 1    | 8      |
| 9   | 12  | Christophe Cogan         | Honda        | 23     | +24.652     | 16   | 7      |
| 10  | 22  | Stefano Cruciani         | Kawasaki     | 23     | +26.136     | 23   | 6      |
| 11  | 21  | Matthieu Lagrive         | Yamaha       | 23     | +28.189     | 18   | 5      |
| 12  | 116 | Sébastien Charpentier    | Honda        | 23     | +31.567     | 17   | 4      |
| 13  | 89  | Alessandro Polita        | Yamaha       | 23     | +33.532     | 13   | 3      |
| 14  | 9   | Iain MacPherson          | Honda        | 23     | +42.474     | 19   | 2      |
| 15  | 88  | Ivan Goi                 | Yamaha       | 23     | +47.125     | 24   | 1      |
| 16  | 96  | Matteo Baiocco           | Yamaha       | 23     | +58.855     | 20   |        |
| 17  | 78  | Camillo Mariottini       | Yamaha       | 23     | +1:07.492   | 26   |        |
| 18  | 34  | Didier Van Keymeulen     | Kawasaki     | 23     | +1:07.883   | 27   |        |
| 19  | 79  | Cristian Magnani         | Yamaha       | 23     | +1:08.405   | 25   |        |
| DNF | 69  | Gianluca Nannelli        | Yamaha       | 20     | Ongeluk     | 12   |        |
| DNF | 18  | Robert Ulm               | Honda        | 16     | Ongeluk     | 14   |        |
| DNF | 71  | Werner Daemen            | Honda        | 14     | Uitgevallen | 15   |        |
| DNF | 77  | Thierry van den Bosch    | Yamaha       | 12     | Uitgevallen | 22   |        |
| DNF | 4   | Jurgen van den Goorbergh | Yamaha       | 11     | Uitgevallen | 3    |        |
| DNF | 17  | Pere Riba                | Kawasaki     | 10     | Ongeluk     | 11   |        |
| DNF | 7   | Chris Vermeulen          | Honda        | 8      | Ongeluk     | 2    |        |
| DNF | 31  | Karl Muggeridge          | Honda        | 6      | Ongeluk     | 10   |        |
| DNF | 11  | Arno Visscher            | Kawasaki     | 0      | Ongeluk     | 28   |        |

## Tussenstanden na wedstrijd

### Superbike
| Pos | Nr  | Rijder           | Team   | Punten |
| --- | --- | ---------------- | ------ | ------ |
| 1   | 100 | Neil Hodgson     | Ducati | 315    |
| 2   | 11  | Rubén Xaus       | Ducati | 208    |
| 3   | 52  | James Toseland   | Ducati | 185    |
| 4   | 55  | Régis Laconi     | Ducati | 174    |
| 5   | 10  | Gregorio Lavilla | Suzuki | 155    |

### Supersport
| Pos | Nr | Rijder                   | Team   | Punten |
| --- | -- | ------------------------ | ------ | ------ |
| 1   | 7  | Chris Vermeulen          | Honda  | 131    |
| 2   | 2  | Katsuaki Fujiwara        | Suzuki | 96     |
| 3   | 4  | Jurgen van den Goorbergh | Yamaha | 84     |
| 4   | 3  | Stéphane Chambon         | Suzuki | 75     |
| 5   | 93 | Christian Kellner        | Yamaha | 69     |

1991 · 1993 · 1994 · 1995 · 1996 · 1997 · 1998 · 1999 · 2000 · 2001 · 2002 · 2003 · 2004 · 2005 · 2006 · 2007 · 2008 · 2009 · 2010 · 2011 · 2012 · 2014 · 2015 · 2016 · 2017 · 2018 · 2019 · 2021 · 2022 · 2023 · 2024 · 2025